# Jan Tůma (publicista)
Jan Tůma (* 20. července 1930 Praha) je český inženýr, vynálezce, vysokoškolský učitel, publicista, popularizátor vědeckotechnických poznatků a volný novinář, člen IFJ (International Federation of Journalist) a Syndikátu novinářů ČR.

## Životopis
Již během studia strojního inženýrství na ČVUT v Praze (1948–1953) získával praxi v oboru tehdy začínající mechanizace stavebních prací v národním podniku Konstruktiva a zkušenosti publikoval v brožurách propagujících nové metody, které se staly základem jeho diplomové práce. V oboru a publikacích i odborných přednáškách pokračoval i po nástupu jako asistent na nově založené Vysoké škole železniční, které pomohl zejména vybavováním výukových filmů, které v těch letech zcela chyběly. V tom pokračoval i po přechodu na Vysokou školu ekonomickou v Praze, kde jako odborný asistent v letech 1953 až 1960 vyučoval průmyslové technologie a spolupracoval při zavádění prvního sálového počítače. Přeorientoval se na nastupující kybernetiku a jím podaný zlepšovací návrh uplatnila VŠE jako děrnými štítky řízenou zkouškovou a zápočtovou agendou. Spolu s ing. Zdeňkem Křečanem z ČVUT sestrojil a programy vybavil první čs. „vyučovací stroj“ KT-1 a začali rozvíjet tzv. programovanou výuku. Ministerstvo školství je proto převedlo na lépe vybavené pracoviště na Pedagogické fakultě Univerzity Karlovy, kde v letech 1961–1976 mohli rozvíjet nově vznikající obor – kybernetickou pedagogiku. Poslední čtyři roky byli vysláni na spolupráci se západoněmeckými odborníky na Univerzitu v Západním Berlínu, která si tehdy troufla na širší zavádění vyučovacích strojů i na jejich výrobu. Vyučovací stroj KT-1 předvedli osobně univerzitám v Moskvě, Leningradu, a Kyjevu. Styk se „západem“ však měl pro ing. Tůmu osudné následky. Roku 1977 byl spolu se čtyřmi dalšími učiteli za údajné šíření a rozmnožování dopisu spisovatele Havla z Univerzity Karlovy na hodinu propuštěn. Tím se mu uzavřela cesta jeho vysokoškolského působení a na delší dobu i publikování v novinách a časopisech.

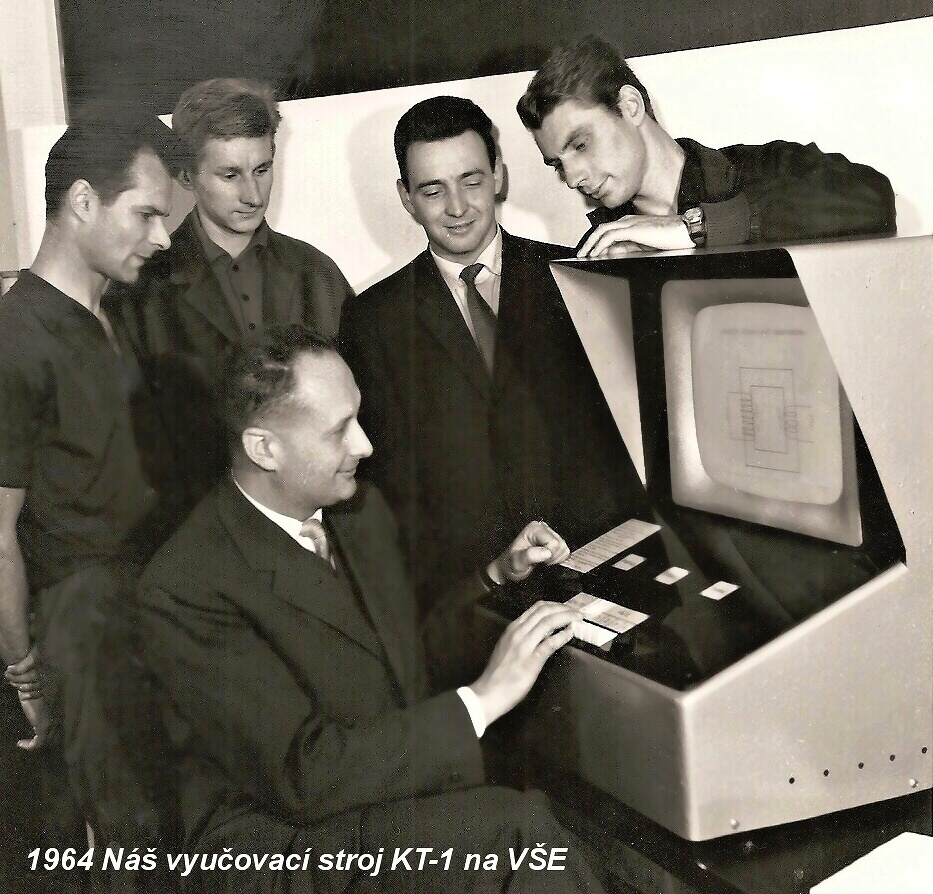
310x310bod

Nové zaměstnání nalezl až roku 1978 díky pomoci známých, kdy se stal ředitelem podnikové školy Rudných dolů Příbram v zámečku Loděnice, kterou postupně vybavil moderní vyučovací technikou včetně vyučovacích strojů, s jejichž výrobou začala i česká TESLA. Teprve po politické změně v roce 1989 a odchodu do důchodu roku 1990 se mohl naplno věnovat cestování a publicistice, a stal se členem Mezinárodního svazu novinářů IFJ, jehož podpora mu pak umožňovala účast na mezinárodních kongresech, výstavách, a otevírání světových megaprojektů – zejména mostů, tunelů, elektráren i například testů rychlovlaků, lodí, vznášedel, letounů a premiér CD, DVD, výroby mikroprocesorů, prvních 3D tiskáren, o kterých pak mohl zase zasvěceně referovat v našich časopisech, novinách, v rozhlasu i v televizi. Autorsky činná je i manželka Ing. Tůmy – Eva Tůmová (* 1935), která ještě ve svém pokročilém věku vydala úspěšnou životopisnou knížku.

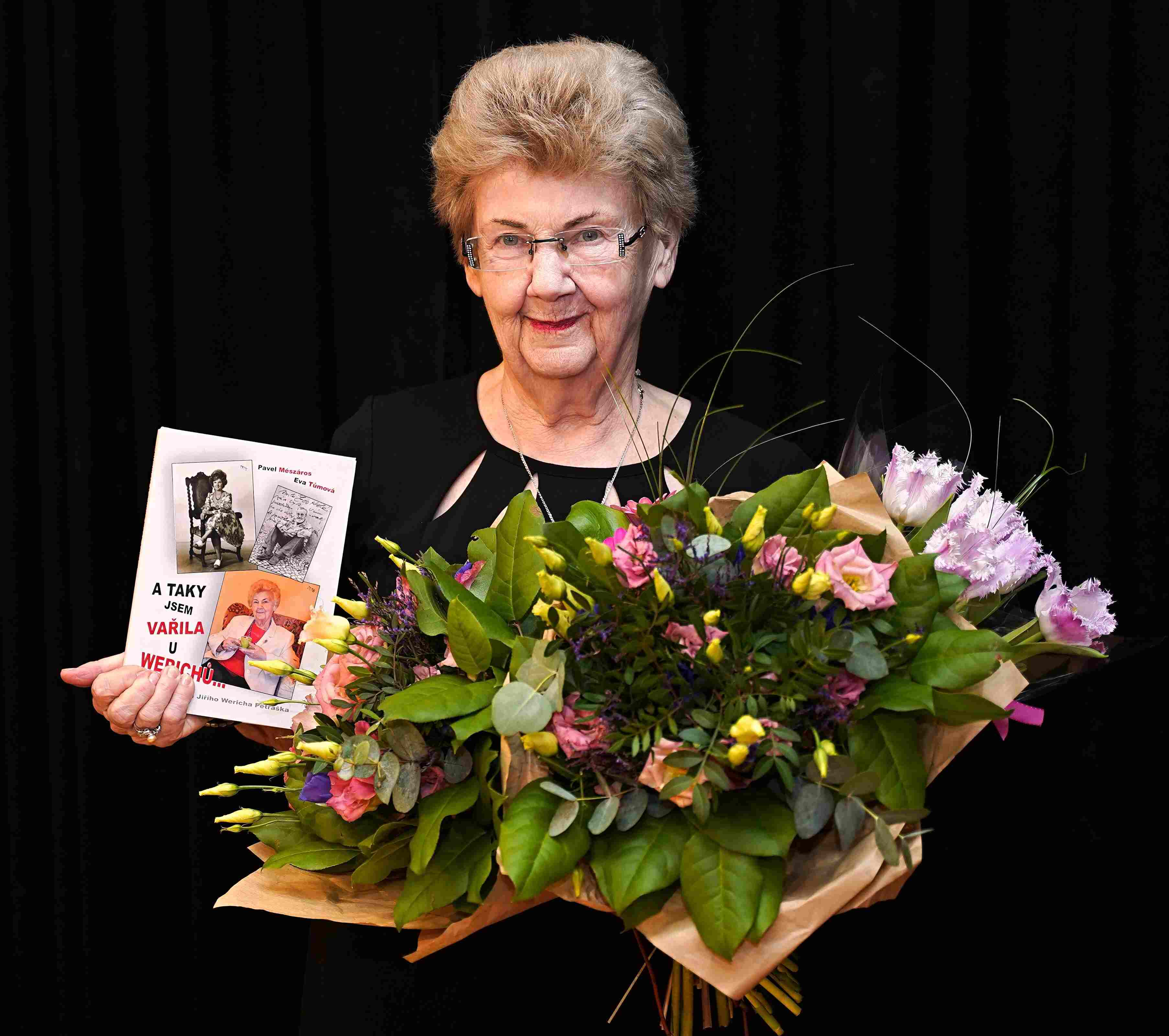
310x310bod

## Novinářská a publikační činnost
Vedle učitelského působení v oblasti automatizace a kybernetiky na zmíněných vysokých školách v Praze, Žilině a v Západním Berlínu, se již od mládí věnoval popularizaci moderní vědy a techniky. Psal rovněž články o nastupující nové technice, jejích principech a plánech rozvoje automatizace a kybernetiky, nebo reportáže ze světových výstav v časopisech Technický magazín, Vesmír, ABC, Věda a technika mládeži, v Technickém
týdeníku a v řadě odborných časopisů, nebo si vzpomenou na jeho časté vystupování v pořadech Československé televize nebo v seriálech Československého rozhlasu Meteor, Satelit a jiné). Roku 1977 byl vyznamenán Národním technickým muzeem v Praze za autorství a scénář úspěšné celostátní putovní výstavy „Verne – sny a skutečnost“ čímž si vysloužil od kolegů důvěrné přízvisko „Český Verne“.
Do současné doby je Ing. Jan Tůma autorem 5.600 odborných i novinářských článků a 62 vědeckých, odborných a popularizačních knih, z nichž desítka vyšla v nebývale velkých vydáních i u předních německých, anglických, francouzských a ruských vydavatelstvích. .Největší mezinárodní publicitu získal jeho „ Velký obrazový atlas světové dopravy,“ vydaný ARTIÍ v roce 1980, slovensky v nakladatelství Mladé léta (1982), a pak i v několika vydáních v angličtině (Hamlyn), němčině (Bertelsmann) a francouzštině (Grund) v rekordním počtu 380.000 výtisků! Roku 2001 vydalo nakladatelství Academia jeho knihu Katastrofy techniky analyzující velké technické katastrofy 20. století. Roku 2003 s podporou firmy NAREX vydal unikátně graficky vybavenou knihu Elektronářadí. Ve svých 80 letech postupně napsal a v edici Kolumbus vydal tři encyklopedicky laděné knihy „100 největších zajímavostí o železnici, letecké a lodní dopravě“. Tak bohatou tvorbu mu umožnilo v době předcházející internetu a wikipedie jak cestování, tak vlastní operativní dokumentační systém krabic s výstřižky, fotografiemi. Celou tuto sbírku, svou knihovnu a část pracovny, roku 2020 věnoval Ostravou připravované „Galerii techniků národa“, aby posloužila jako příklad zejména mladým návštěvníkům, jak sbírat, dokumentovat střádat a využít vědomosti pro jejich vlastní budoucí tvorbu.

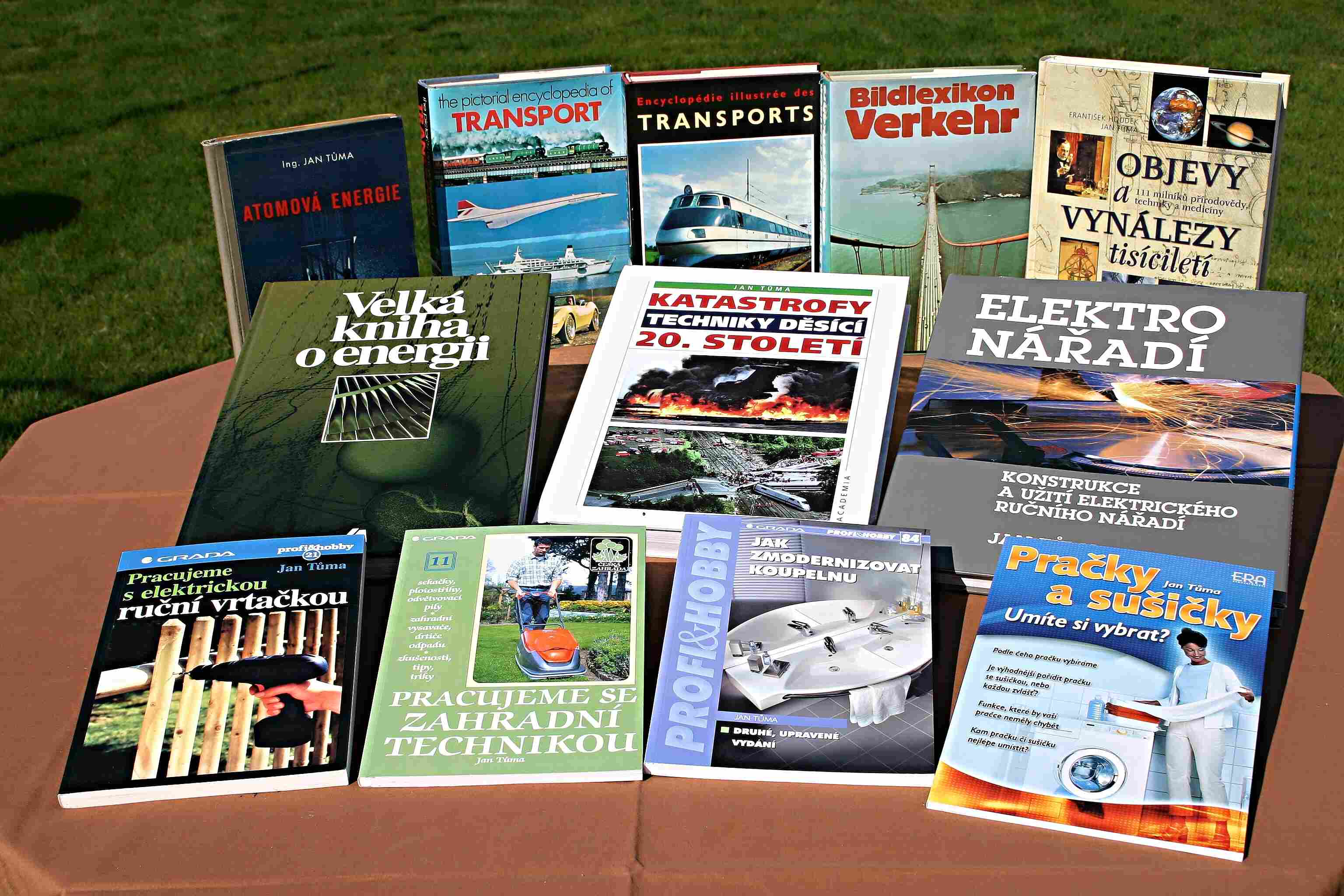
330x330bod

## Ocenění
V září 1992 mu bylo za celoživotní publikační činnost a šíření vědeckotechnických informací mezinárodní organizací International Institute for Advance Studies v Baden-Badenu uděleno vyznamenání „Distinguished Service Award.“ Řadu příležitostných vyznamenání mu udělily společnosti a firmy, o kterých v publikacích referoval. Například společnost Siemens (v Praze 2010) při oslavě jejího 120letého působení, nebo VOLVO (ve Švédsku a ve Francii). Kanadská Hydro-Quebec jej pozvala na týdenní prohlídku největšího světového hydrokomplexu La Grande Riviére na území Inuitů. Švédská atomová komise mu umožnila prohlídku atomových elektráren a největšího světového úložiště atomového odpadu, Získal „diplom“ návštěvníka prvního ledového ICE-hotelu na severním polárním kruhu, apod.

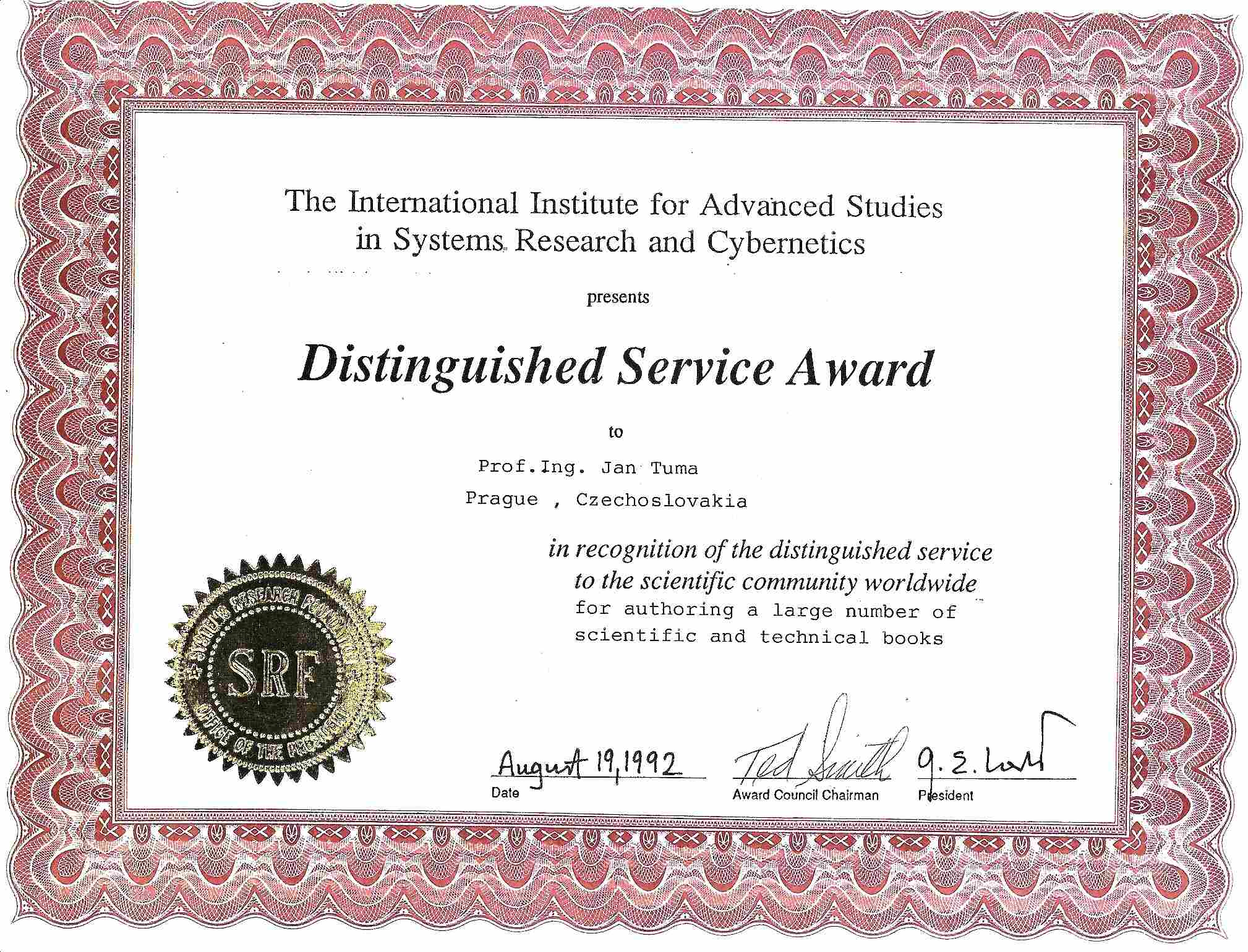
310x310bod

## Autorova zpověď
„Popularizace vědy a techniky byla mým celoživotním štěstím. To co jsem v mládí obdivoval, publikoval, nebo jako kantor vyučoval, jsem v poslední třetině života vstupem do světa volného novinářského působení mohl na výstavách, veletrzích a v řadě právě otevíraných projektů na nejzajímavějších místech světa vidět svýma očima, vyfotografovat nebo i osobně vyzkoušet, a dokonce i promluvit s jejich projektanty!“